# Cocky Gastelaars
Cornelia Maria van Engelsdorp Gastelaars, més coneguda com a Cocky Gastelaars   (Rotterdam, 24 de febrer de 1938), és una nedadora neerlandesa, especialista en estil lliure ja retirada, que va competir durant les dècades de 1950 i 1960.
El 1960 va prendre part en els Jocs Olímpics d'Estiu de Roma, on disputà dues proves del programa de natació. Fou setena en els 100 metres lliures, mentre en els 4x100 metres lliures quedà eliminada en sèries. El boicot que els Països Baixos va efectuar als Jocs de Melbourne de 1960 com a protesta per la invasió soviètica d'Hongria va impedir la seva participació en uns Jocs, quan millor era el seu estat de forma.
En el seu palmarès destaquen tres medalles d'or i una de plata al Campionat d'Europa de natació de 1958 i 1962. Entre març i agost de 1956 va posseir el rècord del món dels 100 metres lliures.